# حصار النفايات
حصار النفايات: حياة البنية التحتية في فلسطين (بالإنجليزية: Waste Siege: The Life of Infrastructure in Palestine) هو كتاب غير روائي من تأليف صوفيا ستاماتوبولو روبنز. الكتاب عبارة عن دراسة إثنوغرافية لإدارة النفايات في الضفة الغربية في ظل قيود الاحتلال الإسرائيلي، حيث ترى أن اتفاقيات أوسلو أدت إلى وجود تدفق غير طبيعي للنفايات بالنسبة للفلسطينيين، وهو ما تشير إليه ستاماتوبولو روبنز بـ«حصار النفايات». ويستند هذا الكتاب إلى عقد من العمل الميداني الإثنوغرافي الذي أجرته في الضفة الغربية في إطار أطروحتها.
نشرت مطبعة جامعة ستانفورد كتاب حصار النفايات في عام 2019، وحصل على العديد من التقديرات بما في ذلك جائزة ألبرت حوراني للكتاب واختير عنواناً أكاديمياً متميزاً. أشاد النقاد على نطاق واسع بالبحث الإثنوغرافي الذي أجرته ستاماتوبولو روبنز واستنتاجاتها؛ في حين تحدى البعض أجزاء معينة من حججها.

## الخلفية
في عام 1995، وقعت إسرائيل منظمة التحرير الفلسطينية اتفاقية أوسلو الثانية. وقد قسمت اتفاقية أوسلو الثانية الضفة الغربية المحتلة إلى ثلاث مناطق بمستويات مختلفة من السيطرة تتقاسمها إسرائيل والسلطة السلطة الوطنية الفلسطينية الجديدة. وكان من المفترض أن تكون هذه الاتفاقية واتفاقات أوسلو الأخرى مؤقتة، ولكنها ستظل سارية المفعول. ونتيجة لذلك، أصبح المدنيون الفلسطينيون في الأراضي الفلسطينية المحتلة بما في ذلك الضفة الغربية قطاع غزة تحت الحكم الإسرائيلي وخاضعين لأنظمة قانونية مختلفة.
ألفت كتاب حصار النفايات صوفيا ستاماتوبولو روبنز، التي كانت آنذاك أستاذة مساعدة في علم الأنثروبولوجيا في كلية بارد. في سنتها الثانية من الدراسات العليا، أخذت ستاماتوبولو روبنز دورة بعنوان «القوة والهيمنة» التي درّسها لها بارثا تشاتيرجي. ركزت الدورة على ميشال فوكو أنطونيو غرامشي؛ وكتبت ستاماتوبولو روبنز ورقة بحثية عن الانتخابات التشريعية الفلسطينية عام 2006، والتي انتخب فيها الفلسطينيون حركة حماس، وارتباطها بالبنية التحتية في فلسطين. وكان اهتمامها بالبنية التحتية الفلسطينية بمثابة رد على استحضارها من قبل اليساريين الغربيين باعتبارها السبب وراء شعبية حماس، وهو ما وجدته مفرطاً في التبسيط في ضوء تورّط إسرائيل ومنظمات الإغاثة الدولية فضلاً عن تعقيد وعدم القدرة على التنبؤ بالعلاقات الفلسطينية بالبنية التحتية.
تناولت أطروحة ستاماتوبولو روبنز، التي استندت إلى عشر سنوات من البحث الميداني الإثنوغرافي في الضفة الغربية، الفلسطينيين في الضفة الغربية وردود أفعالهم تجاه حكم السلطة الفلسطينية. وركزت بشكل خاص على إدارة النفايات في السلطة. قررت لاحقًا أنها تريد الوصول إلى جمهور أوسع، بما في ذلك «الأشخاص الذين لا يفكرون كثيرًا في فلسطين» بالإضافة إلى الأشخاص خارج الأوساط الأكاديمية، وطورت أطروحتها إلى كتاب – وهو الأول لها – مع محتوى إضافي جعله يصل إلى 344 صفحة. تم نشر الكتاب في عام 2019 بواسطة مطبعة جامعة ستانفورد.

## الخلاصة
يركز كتاب حصار النفايات على إدارة النفايات في الضفة الغربية والطرق التي تتشكل بها بسبب قيود الاحتلال الإسرائيلي. باعتباره دراسة إثنوغرافية، يناقش حياة الفلسطينيين في الضفة الغربية والطرق التي تتشكل بها هذه الحياة بسبب وجود كميات وأنواع غير طبيعية من النفايات بسبب الاستعمار الإسرائيلي. وتشير ستاماتوبولو روبنز إلى هذه الظروف باعتبارها حصار النفايات، والتي تزعم أنها بدأت في العقد الأول من القرن الحادي والعشرين بعد اتفاقيات أوسلو وحلت محلها أعمال عنف مباشرة من جانب إسرائيل. وتزعم أن النفايات في الضفة الغربية هي «مادة ليس لها مكان تذهب إليه»، مستندة إلى دراسات النفايات والمادية اللاتورية فضلاً عن الأنثروبولوجيا الأكثر تقليدية.  ويحتوي الكتاب أيضًا على جذور في دراسات العلوم والتكنولوجيا.
في النص جميعه، تصف ستاماتوبولو روبنز لقاءات الفلسطينيين مع الدولة الإسرائيلية والسلطة الفلسطينية التابعة لها ولكن الشبيهة بالدولة، والطرق التي تشكل بها هذه التفاعلات تدفق النفايات للفلسطينيين إلى جانب ارتجالاتهم الفردية والجماعية استجابة لوجود النفايات. إنها تجري عملاً إثنوغرافيًا مع كل من البيروقراطيين والفلسطينيين المحكومين النموذجيين.
يتضمن حصار النفايات أيضًا أوصافًا حسية للطرق التي تبدو بها النفايات في الضفة الغربية، ورائحتها، وشعورها، مع التركيز على الصفات المادية للنفايات.

### «الضغط»
يركز الفصل الأول، المعنون «الضغط»، على مكبات النفايات في تركيبة ومقارنتها بأساليب إدارة النفايات الأخرى في الضفة الغربية. يناقش ستاماتوبولو روبنز التأثيرات الزمنية لمكبات النفايات وأهميتها بالنسبة للمشروع الفلسطيني لبناء الأمة كمثال على العمل الوطني التعاوني. كما أنها تصف حياة وآراء المهنيين الفلسطينيين الذين يديرون هذه المكبات. ويدرك هؤلاء المحترفون أن مكبات النفايات لا تعمل إلا لفترة محدودة من الزمن، ولكنهم غير قادرين على الوصول إلى تكنولوجيا إدارة النفايات الحديثة؛ فهم متعلمون بشأن هذه التكنولوجيا ولكنهم غير قادرين على جلبها إلى الضفة الغربية.
ويجب على المتخصصين الفلسطينيين في مجال النفايات أن يتعاونوا أيضًا مع إسرائيل ومنظمات المساعدة الدولية للحصول على التمويل لمكبات النفايات. ويتمتع هؤلاء المستثمرون الأجانب بالقدرة على تشكيل مشاريع الصرف الصحي الفلسطينية حتى لو أصبحت هذه المشاريع غير متوافقة مع ما يعتقد الفلسطينيون أنفسهم أنهم بحاجة إليه.
ويختتم الفصل الأول بمثال محدد للصراع الذي يمكن أن يحدث بين الجهات الفاعلة الوطنية والدولية المشاركة في إدارة مكب النفايات الفلسطيني. ويضطر مديرو مكب زهرة الفنجان، الذي تديره السلطة الفلسطينية، إلى الاختيار بين السماح للمستوطنين الإسرائيليين بإلقاء القمامة في المكب أو المخاطرة بقيام هؤلاء المستوطنين وغيرهم بإلقاء القمامة بشكل غير قانوني في مكان آخر.

### «المغمورة»
ويركز الفصل الثاني، المعنون «المغمورة»، على السلع المستعملة المهربة من إسرائيل إلى الضفة الغربية لبيعها، فضلاً عن التقادم المخطط للسلع الجديدة في سوق الضفة الغربية. وتزعم ستاماتوبولو روبنز، استناداً إلى عملها الميداني، أن السلع المستعملة من إسرائيل، أو رابيش (من القمامة)، ذات قيمة ليس بسبب الاستدامة أو فقير (صوفية)، ولكن لأنها ذات جودة أعلى من السلع الجديدة المتاحة للفلسطينيين. ويصف الفصل الثاني أيضًا سعي الفلسطينيين للحصول على البضائع الإسرائيلية باعتباره مرتبطًا بالرغبة الفلسطينية في السيادة.
أحد المواضيع التي يتم مناقشتها في رابيش هو تعقيد السفر عبر نقاط التفتيش الإسرائيلية، ونظام بطاقة الهوية الإسرائيلية، وأنظمة تسجيل المركبات في إسرائيل والسلطة الفلسطينية.

### «التراكم»

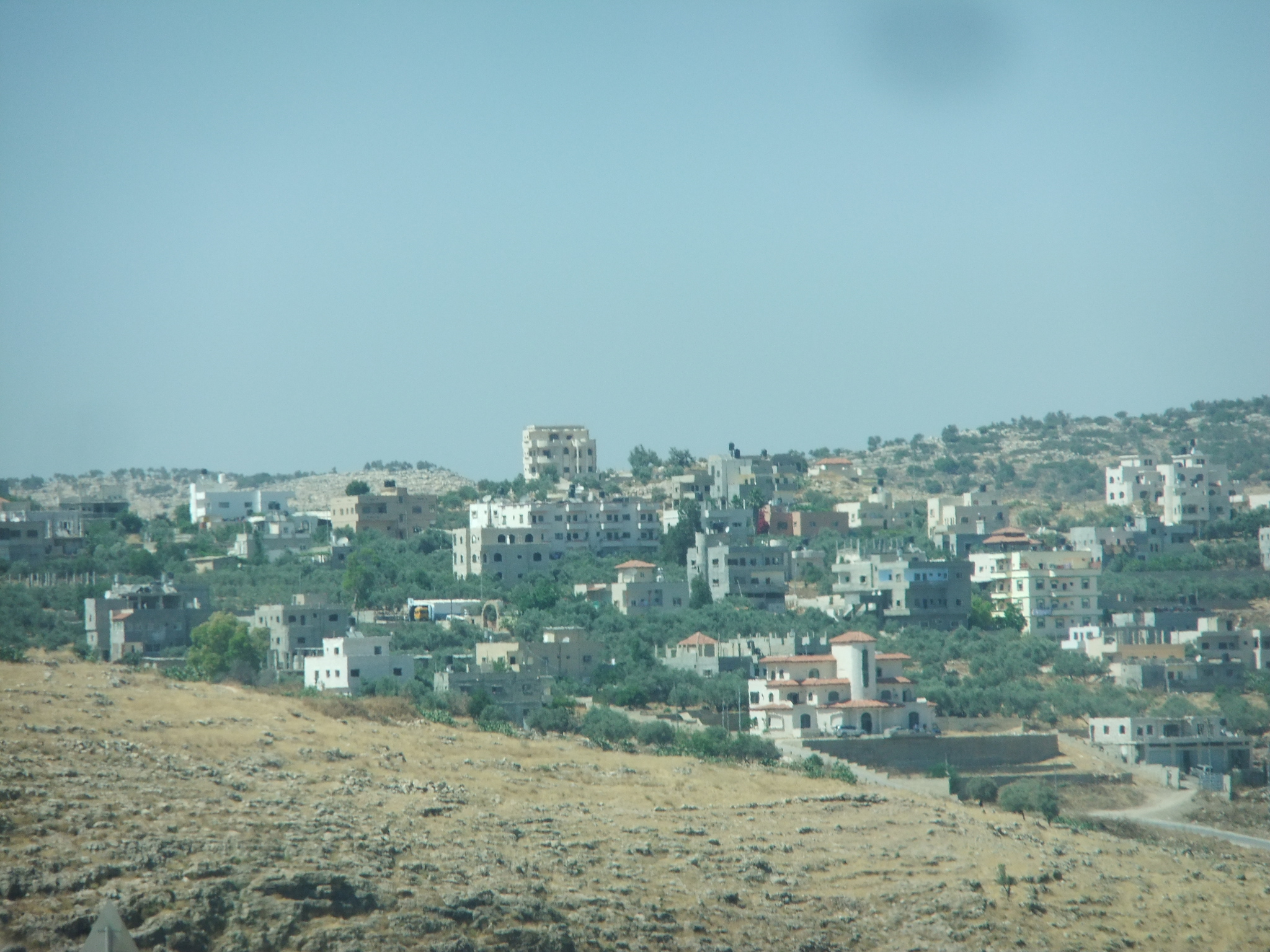
شقبا كما شوهدت من طريق قريب في عام 2012

الفصل الثالث بعنوان «التراكم» يتناول تراكم النفايات في قرية شقبا. ويتم إلقاء النفايات الفلسطينية والإسرائيلية في القرية بشكل متكرر، بما في ذلك المعدات الطبية التي يحتمل أن تكون خطرة، فضلاً عن مياه الصرف الصحي وجثث الحيوانات. ويتعرض السكان للتسمم تدريجيا مع مرور الوقت، ولكن تنوع مصادر هذه النفايات على جانبي الخط الأخضر يجعل من الصعب معرفة من يتحمل المسؤولية. وفي بعض الحالات ألقى القرويون اللوم على قرويين آخرين، حتى عندما كانت القوة المعادية لإسرائيل متورطة.

### «الموهوبون»
ويركز الفصل الرابع، المعنون بـ«الموهوبون»، على إعادة توزيع الخبز القديم وغير المرغوب فيه، والذي يتم تعليقه على هياكل غير ذات صلة، كمثال على الخلق الجماعي للبنية الأساسية. ويقوم العديد من الفلسطينيين بإعادة توزيع الخبز على أساس الحظر الديني الذي يمنع رميه أو تركه يلامس الأرض؛ وتزعم ستاماتوبولو روبنز أن الخبز مقدس أيضًا لدى الفلسطينيين لأنه يمثل أشياء مختلفة بما في ذلك الترابط والرغبة في دعم بعضنا البعض. كما أنها تحلل دور الخجل، أو الإحراج، في الأساليب الفلسطينية لإعادة توزيع الخبز؛ حيث يسعى أصحاب المطاعم والخبازون إلى إيجاد طرق لإيصال الخبز إلى الأشخاص الذين يحتاجون إليه دون أن يشعروا بالخجل. وتؤكد أن عمليات إعادة توزيع الخبز هذه «بنية أساسية من حيث أنها تتوسط الحياة العامة الحضرية، وتخلق شبكات تسهل تدفق الأشخاص والأفكار، مما يسمح بتبادلها عبر الفضاء».

### «التسرب»
الفصل الخامس بعنوان «التسرب» يناقش إدارة مياه الصرف الصحي في الضفة الغربية. ويستكشف هذا التقرير الطرق التي يصبح بها تقاسم البنية التحتية والبيئة في الضفة الغربية بين المستوطنين الإسرائيليين والفلسطينيين معقدًا وغير متكافئ. ويتم حشد مفهوم «البيئة المشتركة» في هذه المساحة لتقديم الفلسطينيين باعتبارهم ملوثين غير أكفاء وخبثاء في نفس الوقت، مما يتيح لإسرائيل تبرير استمرار «وصايتها» على الضفة الغربية.
تستخدم ستاماتوبولو روبنز مصطلح «التفكير المزدوج» الذي ابتكره جورج أورويل لوصف ظاهرة يحاول فيها مديرو النفايات الفلسطينيون إدارة مياه الصرف الصحي من أجل المطالبة بالمسؤولية البيئية الوطنية الفعالة، على الرغم من إدراكهم أنهم لا يملكون القوة السياسية اللازمة لحماية البيئة المشتركة في الضفة الغربية. وتزعم أن إسرائيل مسؤولة في الواقع عن مياه الصرف الصحي، ولكن كل من إسرائيل وفلسطين لديهما مصلحة سياسية في التأكيد على أن السلطات الفلسطينية مسؤولة عن مياه الصرف الصحي؛ حيث تستخدم إسرائيل الإخفاقات الفلسطينية للحفاظ على صورتها كوصية على البيئة بينما تستخدم فلسطين البنية الأساسية للنفايات لتأكيد الوصاية البيئية الفلسطينية والقوة السياسية.
وتناقش ستاماتوبولو روبنز أيضًا المثال المحدد لمدينة نابلس. تقوم إسرائيل بنقل مياه الصرف الصحي من نابلس عبر الخط الأخضر ومعالجتها في إسرائيل، ثم تستخدمها كمصدر مجاني للمياه للري الزراعي. وتستخدم إسرائيل تدفق مياه الصرف الصحي هذا كمثال على عدم كفاءة الفلسطينيين في حين تعمل بشكل متكرر على منع السلطة الفلسطينية من بناء البنية التحتية الخاصة بها لمياه الصرف الصحي.

### الخاتمة
تناقش خاتمة الكتاب البحر الميت، حيث تروي ستاماتوبولو-روبينز زيارة إلى هذا المسطح المائي الذي يزداد تلوثه بمياه الصرف الصحي. ثم يتسع نطاق الكتاب بعد ذلك ليناقش الآثار المترتبة على حصار النفايات على نطاق الكوكب، واصفًا إياه بأنه ”طريقة لتسمية نوع الحياة التي نعيشها في الخراب المتغير باستمرار“.

## الاستقبال
فاز كتاب حصار النفايات بجائزة ألبرت حوراني للكتاب المقدمة من جمعية دراسات الشرق الأوسط في عام 2020، واختير عنواناً أكاديمياً متميزاً. في عام 2021، فاز الكتاب بجائزة الكتاب لقسم الشرق الأوسط في الجمعية الأمريكية للأنثروبولوجيا (AAA)، وتقاسم جائزة جوليان ستيوارد من قسم الأنثروبولوجيا والبيئة في الجمعية الأمريكية للأنثروبولوجيا، وحصل مشاركةً على جائزة شارون ستيفنز للكتاب.